# كارلوس دياز (مخرج)
كارلوس دياز هو مخرج كوبي، ولد في 1957 في هافانا في كوبا.
1. ↑   https://theaterencyclopedie.nl/wiki/index.php?curid=123350. {{استشهاد ويب}}: |url= بحاجة لعنوان (مساعدة) والوسيط |title= غير موجود أو فارغ (من ويكي بيانات) (مساعدة)